# ネクスト (たばこ)

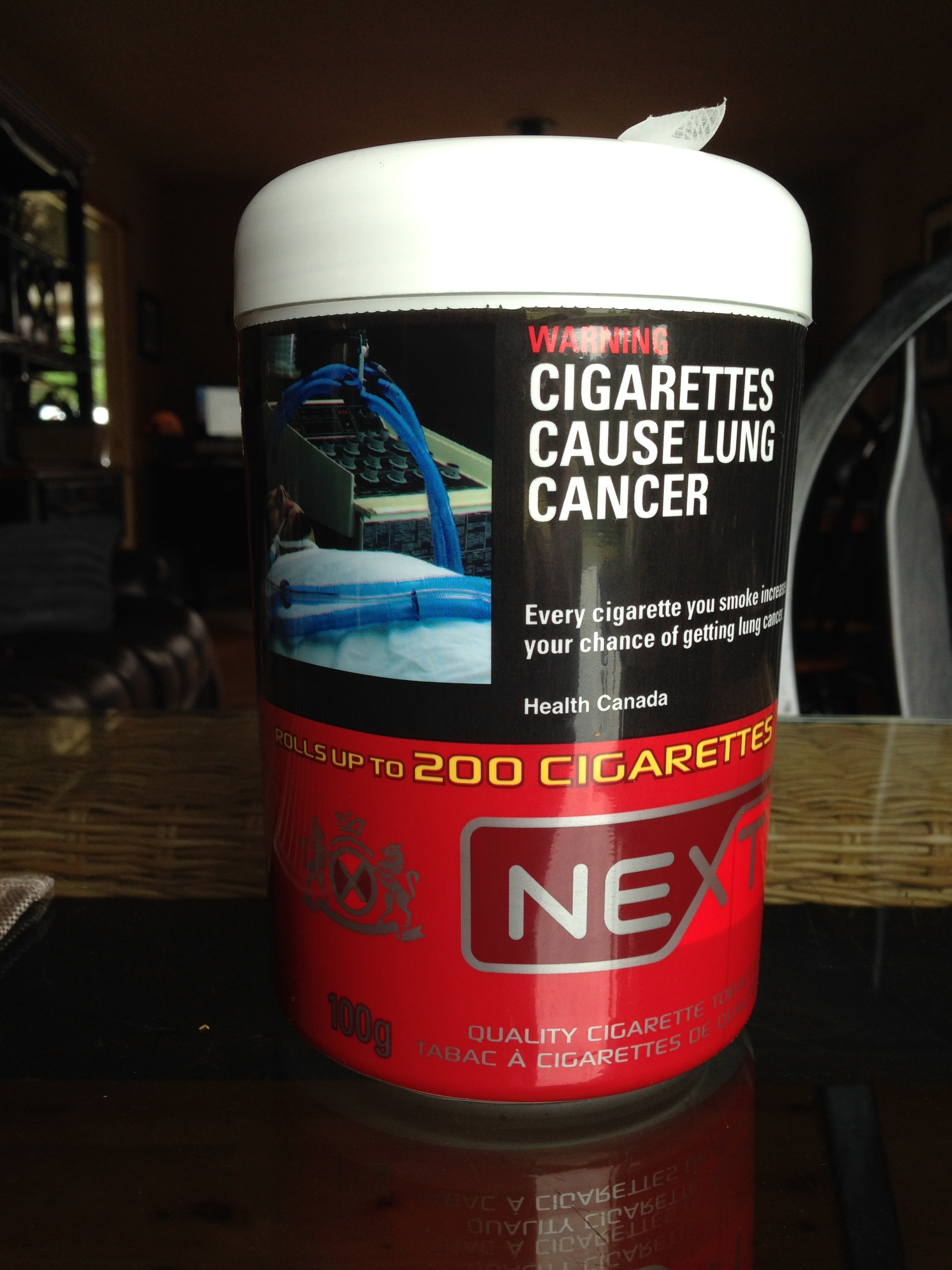
カナダで販売されているネクストの缶入り手巻き煙草

ネクスト（NEXT）は、フィリップモリス社によって製造されるタバコのブランド名。日本ではマールボロと同じ、やや高めの価格帯のタール1mgブランドであったが、海外ではやや低めの価格帯で10mgなどの高タール製品や手巻き煙草も存在する。国内販売されているフィリップモリス製品の中で最初にドイツに移管された銘柄で、2005年の初頭にはすでにドイツ製のネクストが流通している。
日本においては輸入たばこのタール1mg銘柄の先駆けの1つであったが、主要銘柄から1mg製品が次々と発売されたこともあり、近年は売り上げが低迷し、2014年11月にキングサイズが、2015年2月には100'sサイズが販売終了している。海外においても、2010年代に入りチェスターフィールド（例:アルゼンチン）やL&M（例:台湾）に統合する国が増加し、販売国は徐々に減少している。